# آملتو فرینیانی
آملتو فرینیانی (به ایتالیایی: Amleto Frignani) بازیکن فوتبال و اهل ایتالیا است که از سال ۱۹۵۲ میلادی عضو تیم ملی فوتبال ایتالیا بوده و در ۱۴ بازی ملی حضور داشته‌است. او در بازی‌های ملی‌اش ۶ گل به ثمر رساند.
آملتو فرینیانی آخرین بازی ملی خود را در سال ۱۹۵۷ میلادی انجام داد.